# Hala Matache Măcelaru

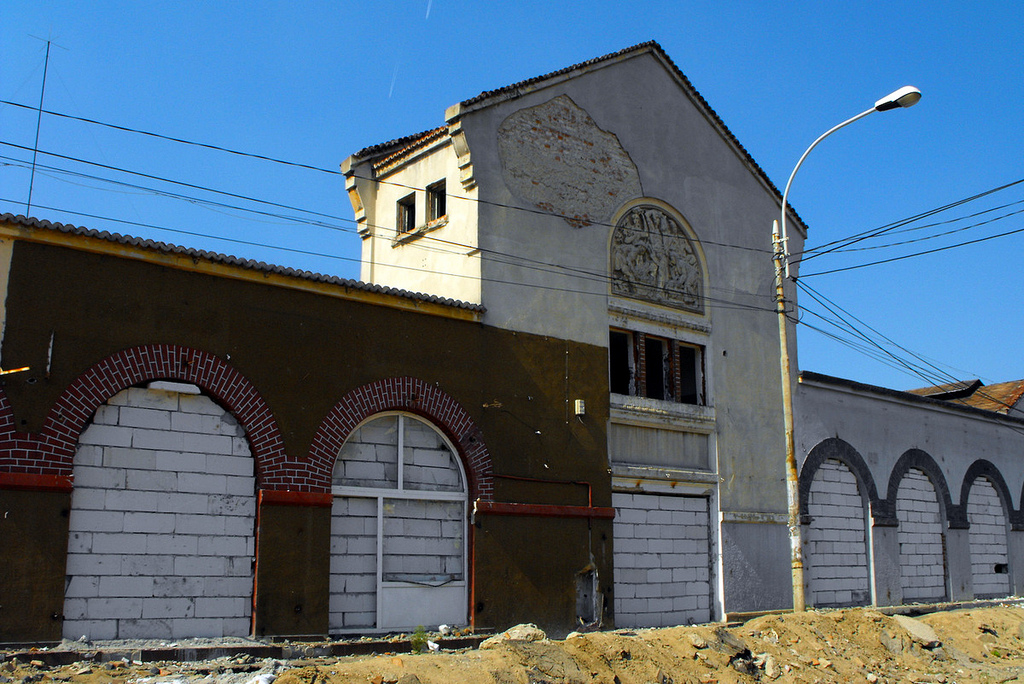
Hala Matache Măcelaru

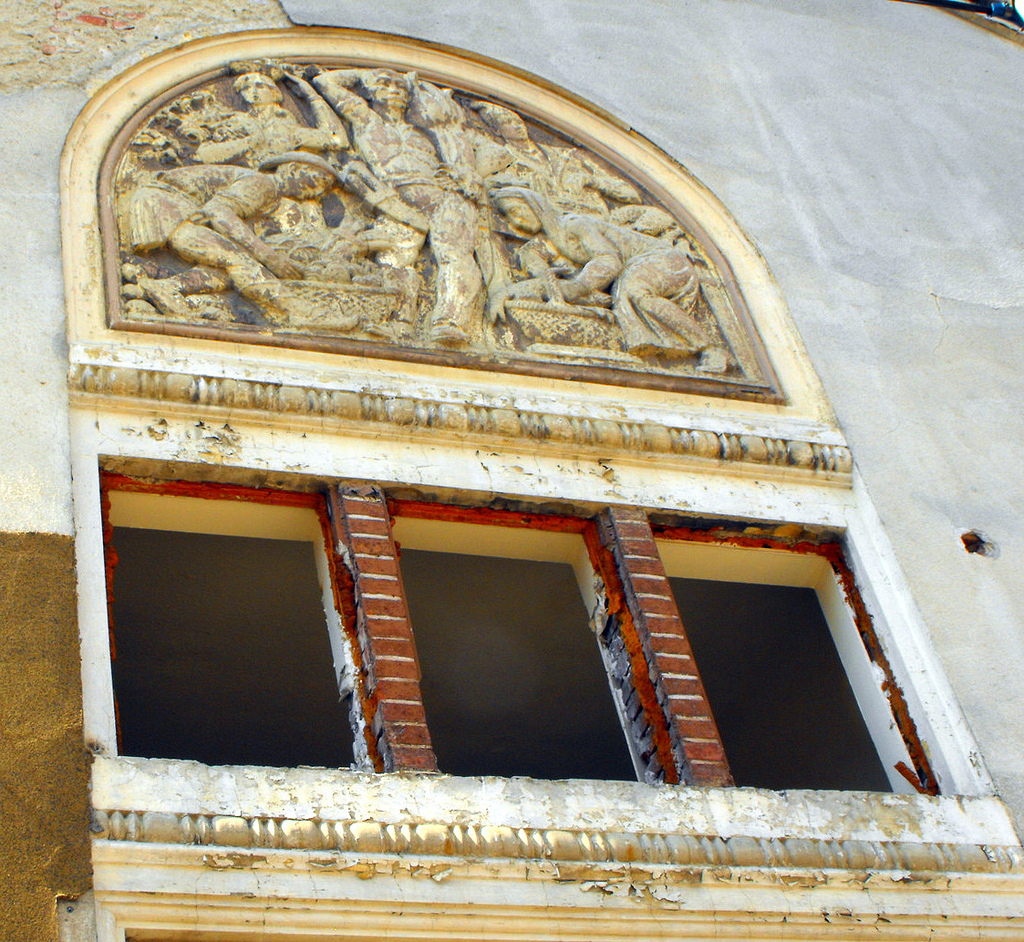
Hala Matache Măcelaru (detaliu)

Hala Matache Măcelarul din București a fost un monument al arhitecturii inginerești din secolul XIX, construit de către primăria București între 1887 și 1899 și demolat sub mandatul primarului Sorin Oprescu, în ziua de 25 martie 2013. Hala era situată în piața Haralambie Botescu nr. 10, București.
Proiectul Halei a fost executat de Serviciul Tehnic al Comunei, în anul 1886. Realizarea lui a avut loc mai întâi în două etape, în 1887 și în 1898-1899.
Construcția inițială a halei era formată dintr-o structură tipică halelor europene de secol XIX, din oțel nituit, suplă și perforată, acoperită în lateral cu suprafețe mari de sticlă și închideri de lemn. Intradosul acoperișului era format dintr-o astereală din lemn, aparentă, îmbinată cu lambă și uluc. Între anii 1940-1941, halei i-au fost adăugate închiderile din pereți de zidărie, ferestrele cu arcade, basorelieful și în general construcția exterioară care formează aspectul până la demolare. Construcția metalică a șarpantei a fost păstrată și a rămas vizibilă (la interior), stâlpii metalici de susținere au fost păstrați, dar înglobați în zidăria noilor fațade. 
Hala Matache Măcelarul era, alături de Hala Traian (București) singura hală comercială de secol XIX care încă exista în Capitală la începutul secolului XXI. Valoarea ei istorică și culturală era considerată una de excepție, imobilul fiind clasat sub codul  B-II-m-B-18182 și identificat în Lista Monumentelor Istorice în vigoare drept Hala Matache Măcelaru, 1887, adresa poștală în "piața Botescu Haralambie 1" (adresă eronată).
Hala Matache Măcelarul a mai purtat și numele de Hala Grivița, Hala Piața Haralambie Botescu și Hala Ilie Pintilie. 

## Pericol de prăbușire a structurii metalice
În noiembrie 2011, o inspecție a Dr. ing. Gheorghe Ionica, din partea asociației Pro_Do_Mo, a constatat că stâlpii structurii de metal a acoperișului halei, aflați la intersecția transeptului cu nava principală a halei au fost sparți de către recuperatorii de materiale, pătrunși prin efracție în interiorul halei. Hala se află în pericol de prăbușire. Mai târziu, a fost emisă și o analiză detaliată a distrugerilor halei, cu fotografii, de către prof. dr. ing. Mircea Crișan, specialist în structuri.

## Disputa între societatea civilă și primăria Bucureștiului
Hala Matache Măcelarul a intrat pe lista clădirilor de demolat, în proiectul bulevardului Uranus. Urma să fie demolată la începutul lui 2011. Datorită protestelor societății civile și a proceselor intentate primăriei de către asociația Salvați Bucureștiul!, condusă la acea vreme de Nicușor Dan, Hala a fost salvată provizoriu, și s-au început negocieri cu primăria, soldate cu o victorie a argumentelor societății civile. Primăria a promis, la "pacea de la Matache", în vara lui 2011, că va păstra Hala Matache pe amplasament, o va renova și o va integra în circuitul cultural și turistic al capitalei. Soluția "Arhitecților Voluntari" a fost acceptată, aceea de a trece cu trotuarul noului bulevard pe sub un portic existent la parterul halei. Hala a fost însă lăsată să se degradeze grav în continuare (după ce era într-o stare structurală perfectă și funcțională în anul 2010) și s-a permis de către poliție distrugerea ei sistematică prin recuperatorii de materiale.
Contrar promisiunilor oficiale și a pactului semnat cu societatea civilă, în septembrie 2012 primarul Oprescu a anunțat că hala va fi "mutată" pe alt amplasament (37 de metri mai departe).
În seara zilei de 25 martie 2013, în baza unei autorizații emise de către primarul Oprescu, hala a reînceput să fie demolată. Mutarea promisă în septembrie a fost clarificată ca "demontarea acoperișului și dărâmarea clădirii folosind buldozere urmând ca atunci când vor fi bani clădirea să fie reconstruită și să fie refolosit acoperișul original".
Municipalitatea a demarat procesul de demolare al Halei Matache în seara zilei de 25 martie 2013, pe timp de noapte și în condițiile venirii unui viscol târziu în oraș, și la doar câteva ore după ce instituția edilitară a cerut părerea cetățenilor privind „demontarea” clădirii și mutarea ei pe un alt amplasament.
Demolarea Halei Matache aduce costuri mult mai mari în proiectul Diametralei Buzești-Berzei, decât cazul în care Hala ar fi rămas pe poziția ei istorică (conform studiilor efectuate de arhitecți independenți și societatea civilă). Primăria, reprezentată de Ion Dedu, afirmă opusul. Ion Dedu este Directorul Direcției de Transporturi din Primăria Capitalei, și o persoana controversată ("omul de casă al lui Oprescu" - Curentul, 24.02.2013), fiind acuzat de presă că este în același timp proprietar al firmei Urban Proiect, cea care prim este cele mai multe comenzi de la departamentul din primărie pe care tot el îl conduce. Urban Proiect are comenzi și în cadrul proiectului Diametrala Buzești Berzei, care a dus la demolarea monumentului Hala Matache.